# Jan Crutchfield
Jan Crutchfield (Paducah (Kentucky), 26 février 1938-Nashville, 30 octobre 2012), est un auteur-compositeur-interprète américain.

## Biographie
Il est surtout célèbre pour avoir écrit la chanson Statue of a Fool (en) interprétée par Jack Greene en 1969, no 1 des charts cette année-là.
On lui doit d'autres succès tels : Tear Time (en) interprétée par Wilma Burgess (en) (1967), She's Lying (en), It Turns Me Inside Out (en) ou Going, Going, Gone de Lee Greenwood (en).